# 音楽空間アンモナイト
『音楽空間アンモナイト』（おんがくくうかんアンモナイト）は、テレビ東京系列局で放送されていたテレビ東京製作の音楽番組である。テレビ東京系列局では1997年4月18日から同年9月19日まで、毎週金曜 22:00 - 22:54 （日本標準時）に放送。

## 概要
パーソナリティは、当時米米CLUBを解散したばかりのカールスモーキー石井こと石井竜也が担当。石井は毎回様々なアーティストとトークをしたり、一緒にコントをしたりしていた。また、時には彼らとのセッションを行うこともあった。後期には三村マサカズと立河宜子が加わり、石井竜也に替わって一部のゲストトークを担当していた。前番組『ザ・BINGOスター』が生放送だったのに対し、この番組はVTR収録で制作されていたため、ネット局が若干増えた。
番組は、石井が同じく米米のメンバーであったジェームス小野田とステージで見せたような小芝居的な掛け合いコントから始まることが多かった。エンディングでは、自身がデザインしたオブジェなどをスタジオに随所に配置し、他の歌手のヒット曲をしっとりとした曲調にアレンジカバーして歌い上げていた。ジェームス小野田や森公美子、明智ハナエリカがコーラスに加わることもあった。
前川清が石井扮する架空のプロデューサーから提供された曲を披露するショートコントコーナーがあったが、このコーナーで前川が曲を歌い始めるとCMに入ってしまい、CM明けに番組に戻ると歌い終わったところになるという「お約束」が何週かにわたって行われ、前川がそのたびにヘソを曲げて帰ってしまったり、石井にゴネついたりしていた。しかも曲名は「途中でやめないで」という相反するタイトルだった。
石井が和田アキ子の楽曲をプロデュースする企画では、作詞作曲も然ることながら、レコーディングのディレクション、CDジャケットの構図や撮影に至るまで、その全てを石井が立ち会い作り上げていった。このコーナーで完成した楽曲「夢」は和田の62枚目のシングル曲となり、同年の『第48回NHK紅白歌合戦』で歌唱されることとなった。同曲は2001年の『第52回NHK紅白歌合戦』と2008年の『第59回NHK紅白歌合戦』でも歌唱されており、さらには2008年のニューヨークのアポロ・シアター公演や2013年のデビュー45周年記念コンサートではラストで歌唱されるなど、和田の代表曲のひとつとなった。
また、石井はかつて岩手県にあった軽米町立増子内小学校が廃校になるにあたり、この学校に通っていた児童たちへのプレゼントとして「緑の窓」というお別れソングを制作した。制作するにあたり、石井は実際に同校を訪れて曲のプレゼンを行った。同曲は、その時の児童たちが社会人になるであろう2010年に発売の26thシングル「OCEAN DRIVE feat.K」に、13年の時を経て収録された。
石井自身の楽曲企画としては、石井を含むメンバー全員が侍の姿に扮した「EDO'S」（エドーズ）というバンドの楽曲として「夢の中」を発表する企画があった。時代劇さながらの殺陣を演じたビデオクリップも放送されたが、同曲はこの企画バンドの曲としてはリリースされなかったものの、2002年に発売の石井名義のアルバム『浪漫』に収録された。

## スタッフ
- 企画：石井竜也
- 企画協力：江下照彦（博報堂）
- シニアプロデューサー：橋山厚志（テレビ東京）
- プロデューサー：寺隼弘、鈴木進、桃井伸介
- 演出：保母浩章、内田保憲、米倉伸
- 構成：遠藤察男
- 制作協力：ウォール・コーポレーション
- 製作著作：テレビ東京

## エンディングテーマ
- 抱きしめたい（KATSUMI、1997年4月 - 1997年6月）
- Rainy Heart （Ciao、1997年7月 - 1997年9月）

## 放送局
| 放送対象地域   | 放送局                     | 系列           | 放送日時           | 備考          |
| -------------- | -------------------------- | -------------- | ------------------ | ------------- |
| 関東広域圏     | テレビ東京                 | テレビ東京系列 | 金曜 22:00 - 22:54 | 製作局        |
| 北海道         | テレビ北海道               | テレビ東京系列 | 金曜 22:00 - 22:54 | 同時ネット    |
| 愛知県         | テレビ愛知                 | テレビ東京系列 | 金曜 22:00 - 22:54 | 同時ネット    |
| 大阪府         | テレビ大阪                 | テレビ東京系列 | 金曜 22:00 - 22:54 | 同時ネット    |
| 岡山県・香川県 | テレビせとうち             | テレビ東京系列 | 金曜 22:00 - 22:54 | 同時ネット    |
| 福岡県         | TXN九州（現・TVQ九州放送） | テレビ東京系列 | 金曜 22:00 - 22:54 | 同時ネット    |
| 和歌山県       | テレビ和歌山               | 独立UHF局      | 金曜 22:00 - 22:54 | 同時ネット    |
| 岐阜県         | 岐阜放送                   | 独立UHF局      | 金曜 22:00 - 22:54 | 第2回から放送 |
| 岩手県         | テレビ岩手                 | 日本テレビ系列 |                    | 遅れネット    |
| 鹿児島県       | 南日本放送                 | TBS系列        |                    | 遅れネット    |
| 広島県         | 広島ホームテレビ           | テレビ朝日系列 |                    | 遅れネット    |